# Ukraina w Centrum Lublina
Ukraina w Centrum Lublina – festiwal kultury ukraińskiej odbywający się od 2008 roku w Lublinie, organizowany przez Fundację Kultury Duchowej Pogranicza przy udziale mieszkających w Polsce Ukraińców, studentów i osób zainteresowanych tematyką ukraińską. 
W programie festiwalu znajdują się m.in.: konkurs wiedzy o Ukrainie, spotkania z artystami oraz koncerty muzyczne i pokazy filmowe.